# Nersingen
Nersingen er en kommune i Landkreis Neu-Ulm i Regierungsbezirk Schwaben i den tyske delstat Bayern.

## Geografi
Nersingen ligger i Mittelschwaben, og der løber to floder gennem kommunens område: Donau i den nordlige del af kommunen, og dens to bifloder Roth og Leibi, som gennemskærer Nersingen fra syd mod nord. I kommunen er der flere søer, opstået ved grusgravning.

### Nabokommuner
Kommunen grænser til kommunerne Elchingen, Leipheim, Bibertal, Pfaffenhofen an der Roth og Neu-Ulm.

### Inddeling
Kommunen Nersingen består ud over hovedbyen af landsbyerne Straß, Leibi, Unterfahlheim og Oberfahlheim.

### Trafik
Nersingen ligger ved motorvej A7 og jernbanen Ulm – München.